# Ghindărești (gmina)
Ghindărești – gmina w Rumunii, w okręgu Konstanca. Obejmuje tylko jedną miejscowość Ghindărești. W 2011 roku liczyła 1973 mieszkańców.